# Eskerenna-patak
Az Eskerenna-patak az Északi-Bükk területén ered, Nagyvisnyótól délkeleti irányban több kisebb vízfolyás összefolyásából. A patak forrásától kezdve észak felé halad, majd Nagyvisnyótól keletre a Szilvás-patakba torkollik.

## Lefolyása
A Nagyvisnyótól délkeletre fekvő hegyvidék kőzeteiből eredő forrásokból kiáramló felszíni vízfolyások egyesüléséből létrejött Eskerenna-patak északi irányú lefolyást biztosít a környék számára. Útja során előbb keresztülfolyik Nagyvisnyó külterületén, majd a községtől keletre beletorkollik a Szilvás-patakba. A patak a Lázbérci-víztározó vízgyűjtőjén található.

## Part menti települések
A patak partján közvetlenül nem található lakott település. Közelében fekszik Heves vármegyében Nagyvisnyó, Borsod-Abaúj-Zemplén vármegyében Mályinka.